# Krystyna Wanda Maringe-Grostal
Krystyna Wanda Maringe-Grostal (ur. 23 czerwca 1920 w Poznaniu, zm. 28 sierpnia 2016 w Warszawie) – polska Sprawiedliwa wśród Narodów Świata.
Jej ojcem był Leonard Witold Maringe, a matką Zofia z domu Wyganowska. W dzieciństwie mieszkała w majątku Lenartowo, należącym do jej ojca i jego brata, Tadeusza. W październiku 1939 roku wraz z całą rodziną została przesiedlona do Generalnego Gubernatorstwa, w 1941 roku poznała Taduesza Grostala – Żyda ukrywanego przez jej ojca, a w 1942 roku wzięła z nim ślub. Na wniosek męża, w 1989 roku została odznaczona medalem Sprawiedliwej wśród Narodów Świata. Została odznaczona Krzyżem Komandorskim Orderu Odrodzenia Polski.
Zmarła 28 sierpnia 2016 roku i 9 września tego samego roku została pochowana w grobie rodzinnym na cmentarzu Powązkowskim.